# Manoir de Stansvik
Le Manoir de Stansvik (finnois : Stansvikin kartano) est un bâtiment situé dans le quartier Laajasalo d'Helsinki en Finlande. 

## Présentation
Le Manoir est construit au bord du golfe Tahvonlahti.